# Gyapjas őzlábgomba
A gyapjas őzlábgomba (Lepiota clypeolaria) a csiperkefélék családjába tartozó, Eurázsiában, Észak- és Dél-Amerikában honos, Lomberdőkben, fenyvesekben élő, nem ehető gombafaj. 

## Megjelenése
A gyapjas őzlábgomba kalapja 3-6 cm széles, kezdetben tojás, majd harang alakú, végül laposan kiterül, de a közepén kissé púpos marad. Alapszíne fehéres, de felületét okkeres vagy halványbarnás pelyhek díszítik; közepe sima, halványbarnás. Szélén burokmaradványok lehetnek.
Húsa vékony, puha, színe fehér. Szaga kellemetlen, íze nem jellegzetes. 
Sűrűn álló, széles lemezei szabadok. Színük fehér.
Tönkje 5-8 cm magas és 0,6-0,7 cm vastag. Alakja hengeres, színe fehéres vagy krémszínű. Alsó kétharmadának felülete fehéren gyapjas, szálas. Gallérja vagy gallérzónája gyakran eltűnik.
Spórapora fehér. Spórája mandula vagy ellipszis alakú, sima, mérete 11-16 x 5-7 μm. 

### Hasonló fajok
Hasonlít hozzá a szintén nem ehető fehér őzlábgomba és a büdös őzlábgomba. 

## Elterjedése és termőhelye
Eurázsiában, Észak- és Dél-Amerikában honos. Magyarországon gyakori. 
Lomb- és fenyőerdőben található, inkább az erdőszéleken. Júniustól októberig terem. 
Nem ehető. A hasonló, kis termetű őzlábgombák között sok a mérgező, ezért szedésük, fogyasztásuk nem javasolt.  

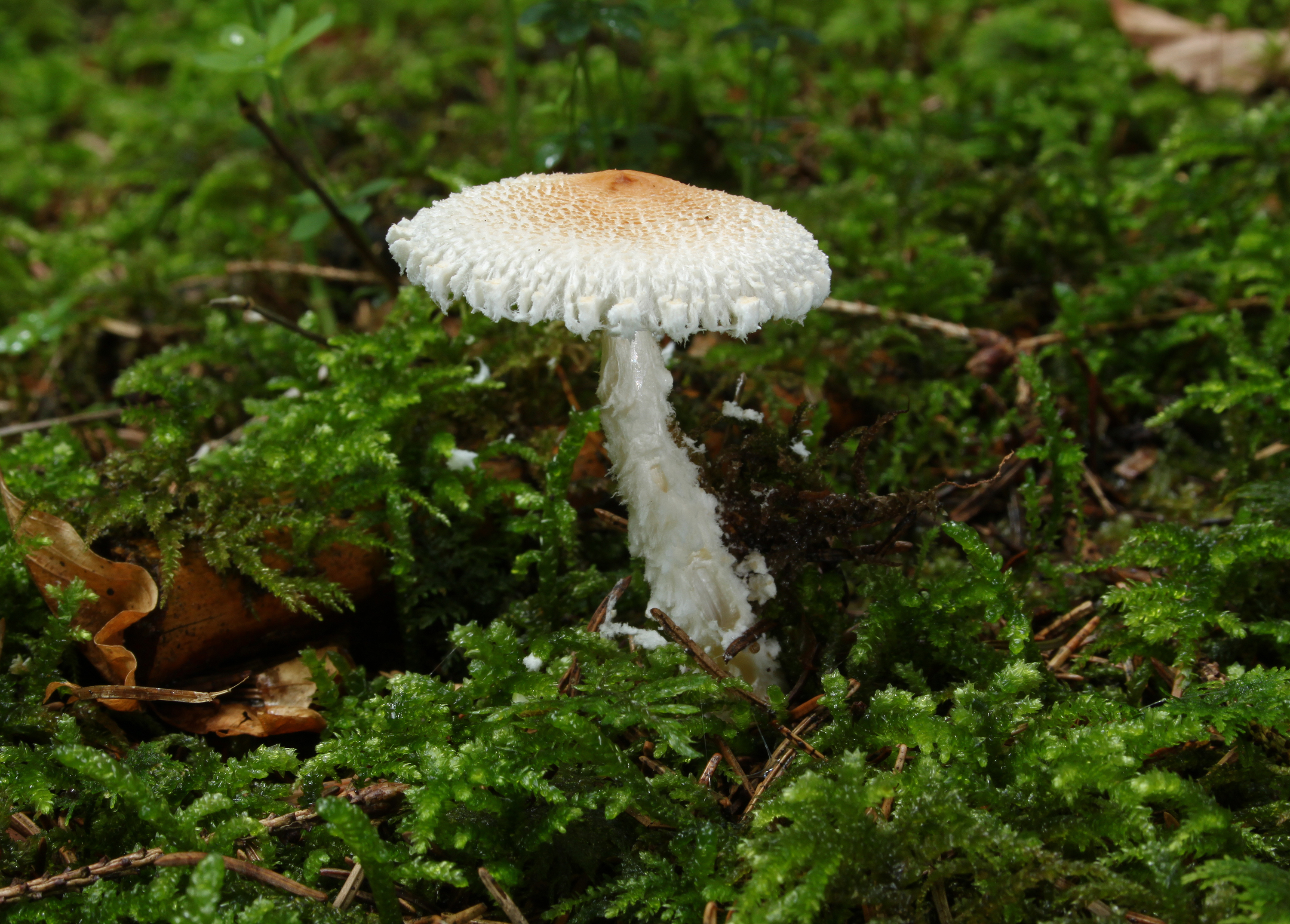
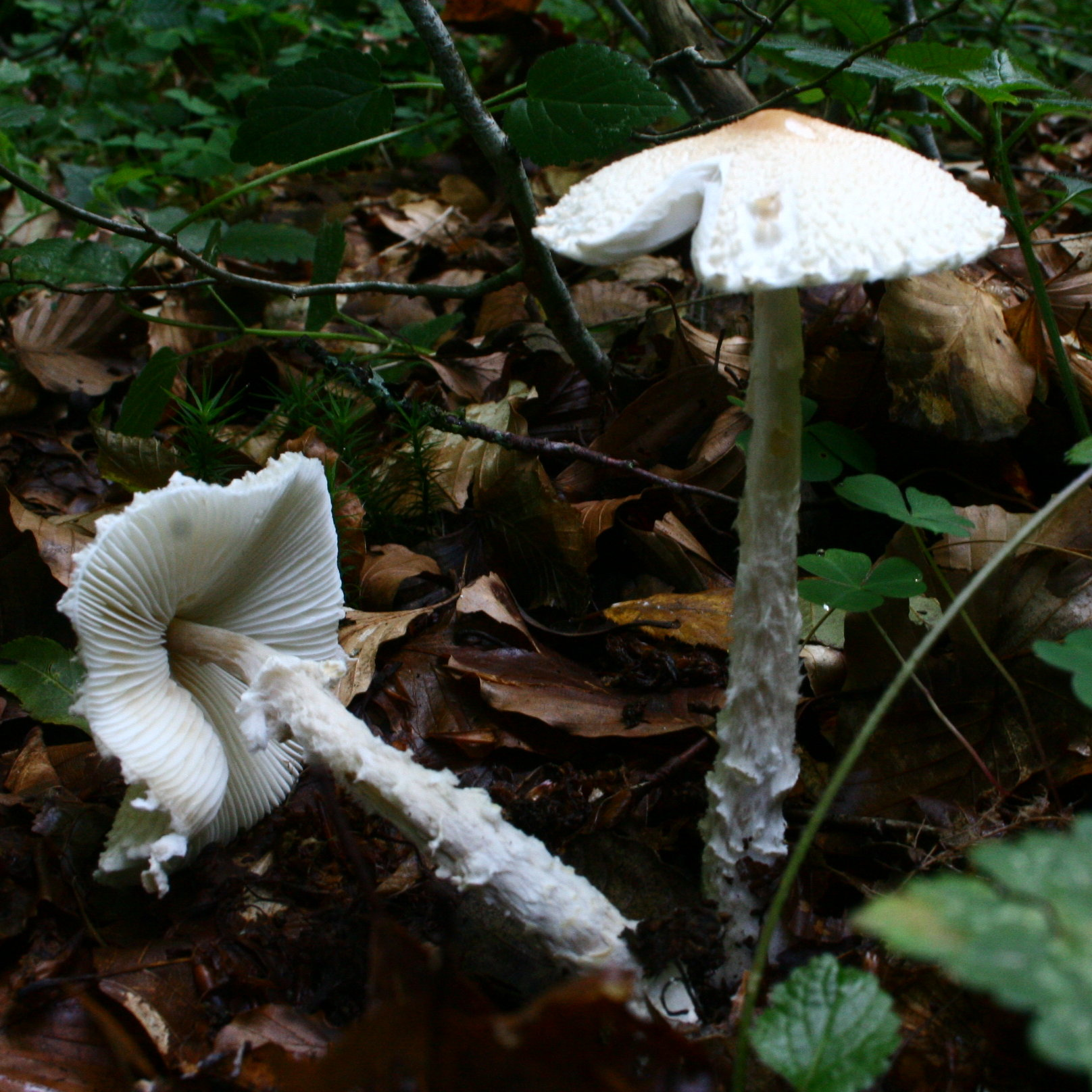
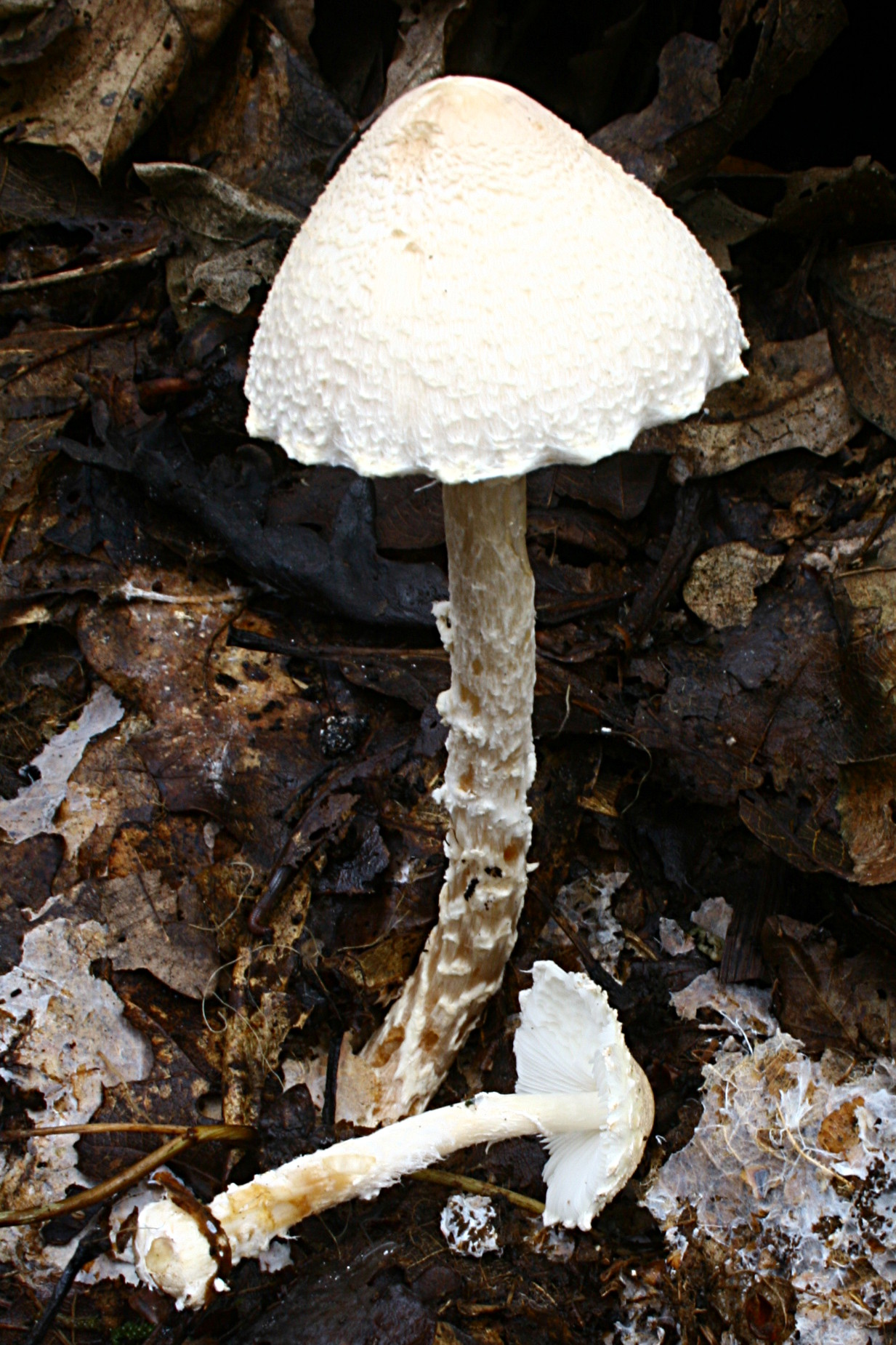
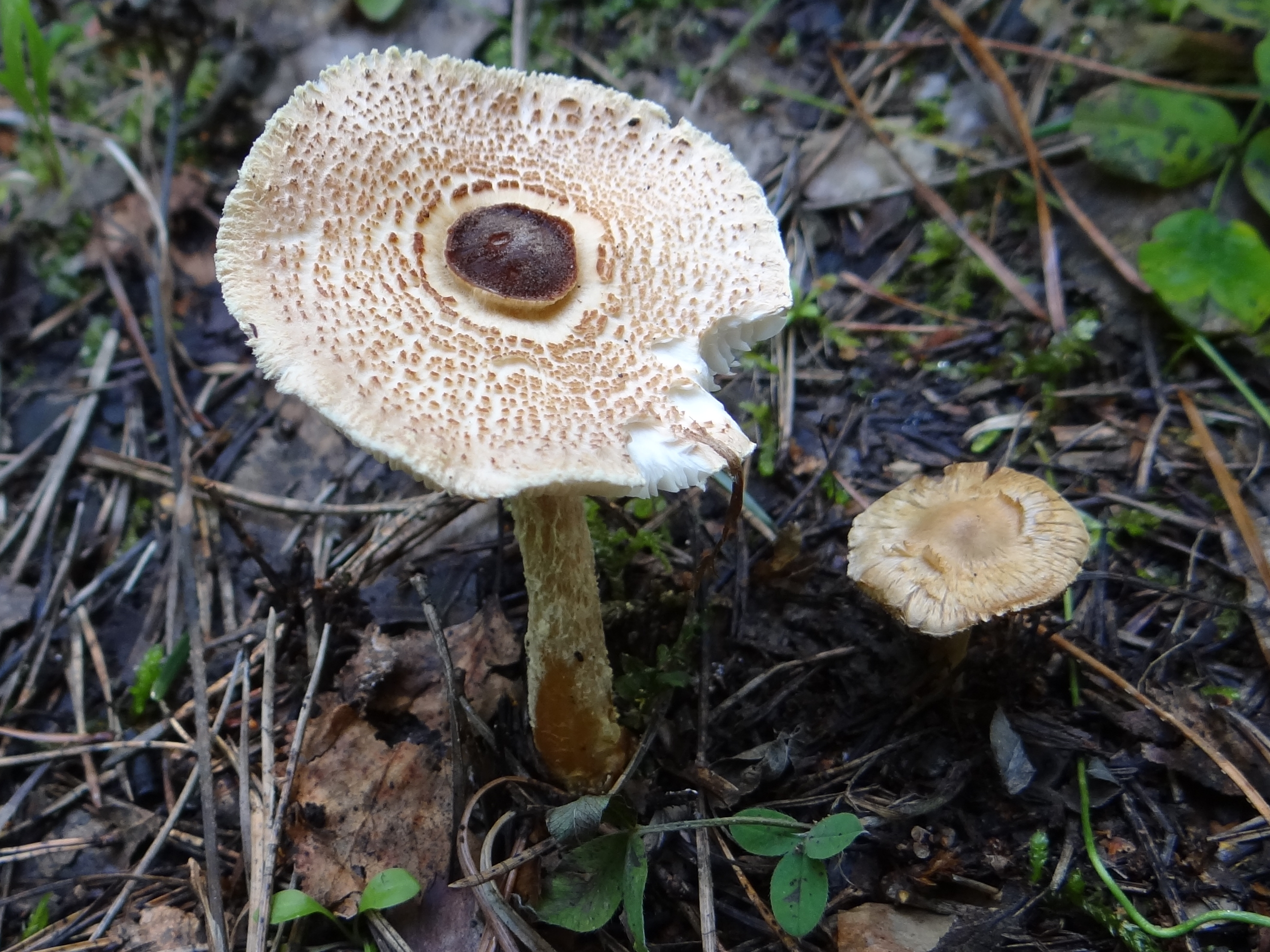
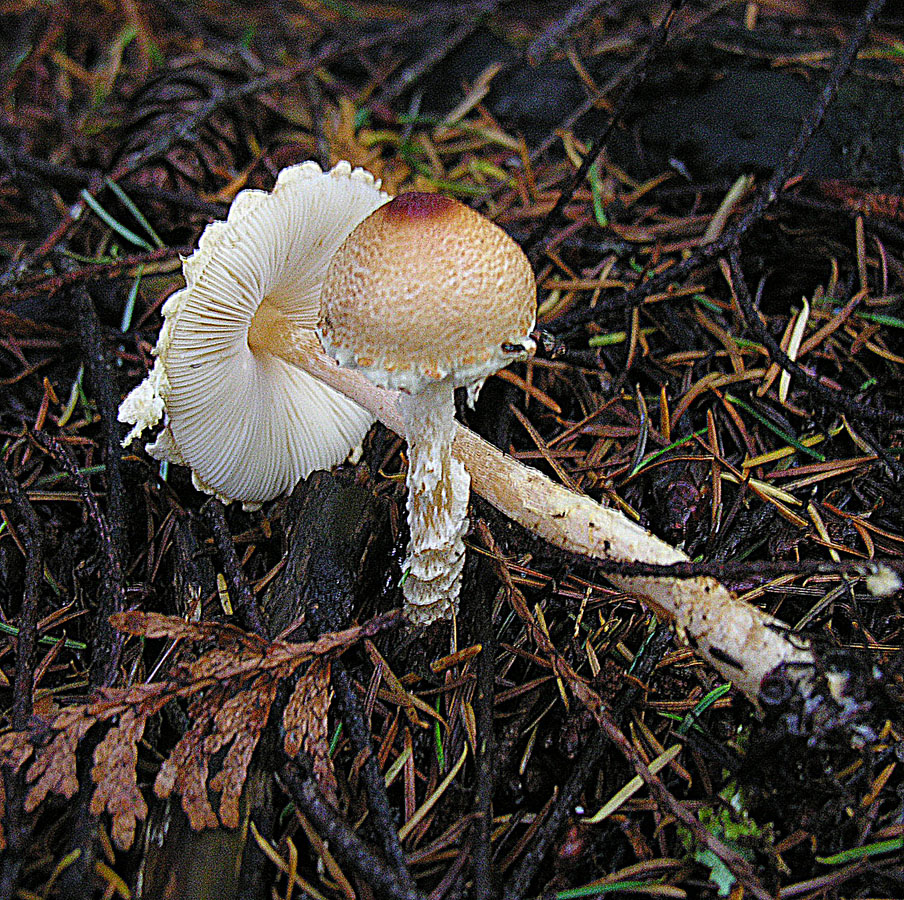